# زغبورة قطنية
زغبورة قطنية (الاسم العلمي:Stigmella cotoneastri) هي نوع من الحشرات تتبع جنس الزغبورة من فصيلة السليلات.